# قلعه مایدن
قلعه مویدن (هلندی: Muiderslot, تلفظ هلندی: [ˌmœydərˈslɔt]) نام یک قلعه در  کشور هلند است که در دهانه رودخانه Vecht، در حدود ۱۵ کیلومتری جنوب شرقی شهر آمستردام، در مایدن واقع شده‌است، جایی که در گذشته به خلیج زایدرزی بود جریان دارد. این قلعه یکی از قلعه‌های شناخته شده در کشور هلند است و در بسیاری از برنامه‌های تلویزیونی که در قرون وسطی است، به نمایش گذاشته شده‌است.

## نگارخانه

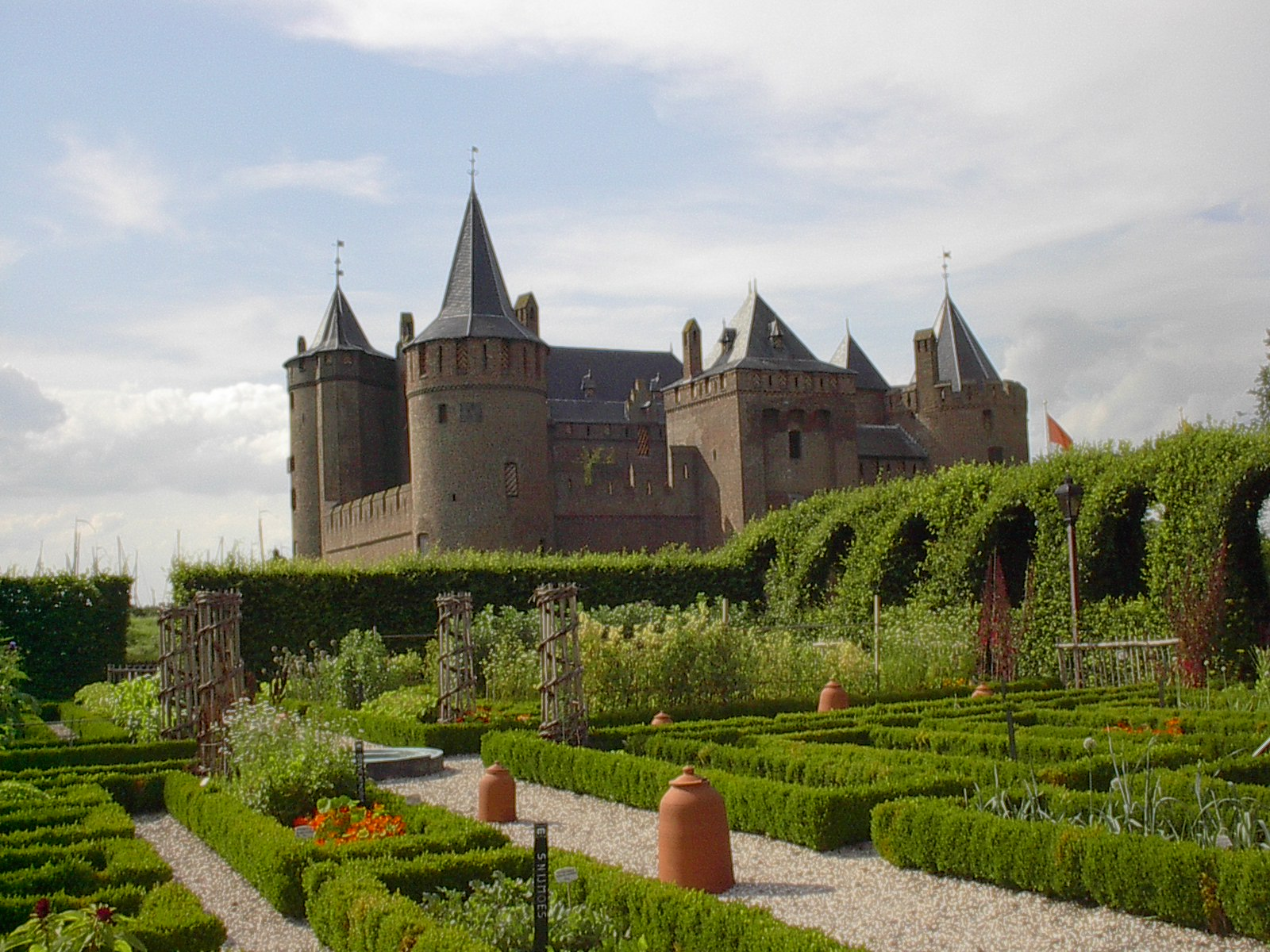
قلعه مویدن
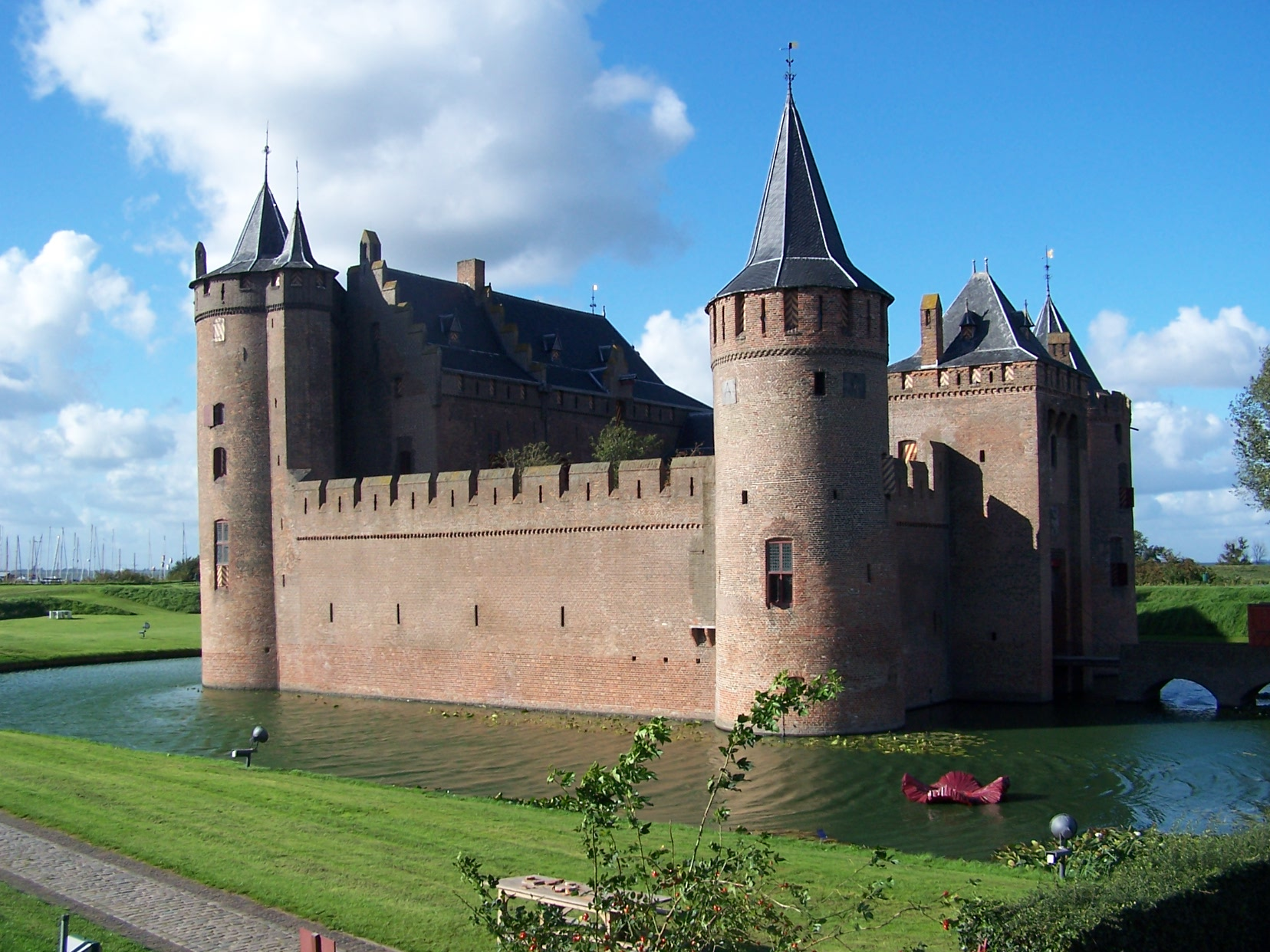
قلعه مویدن
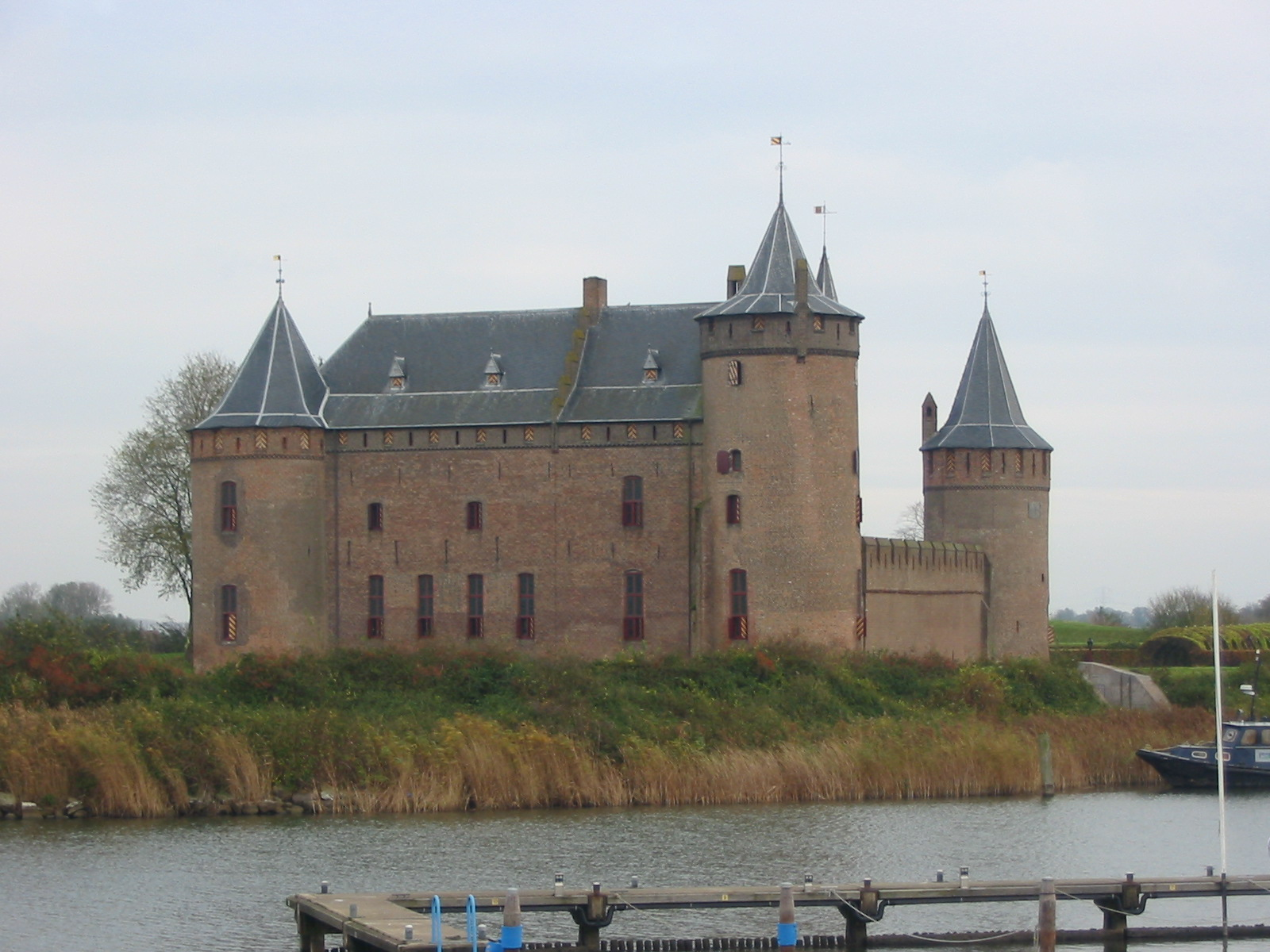
قلعه مویدن
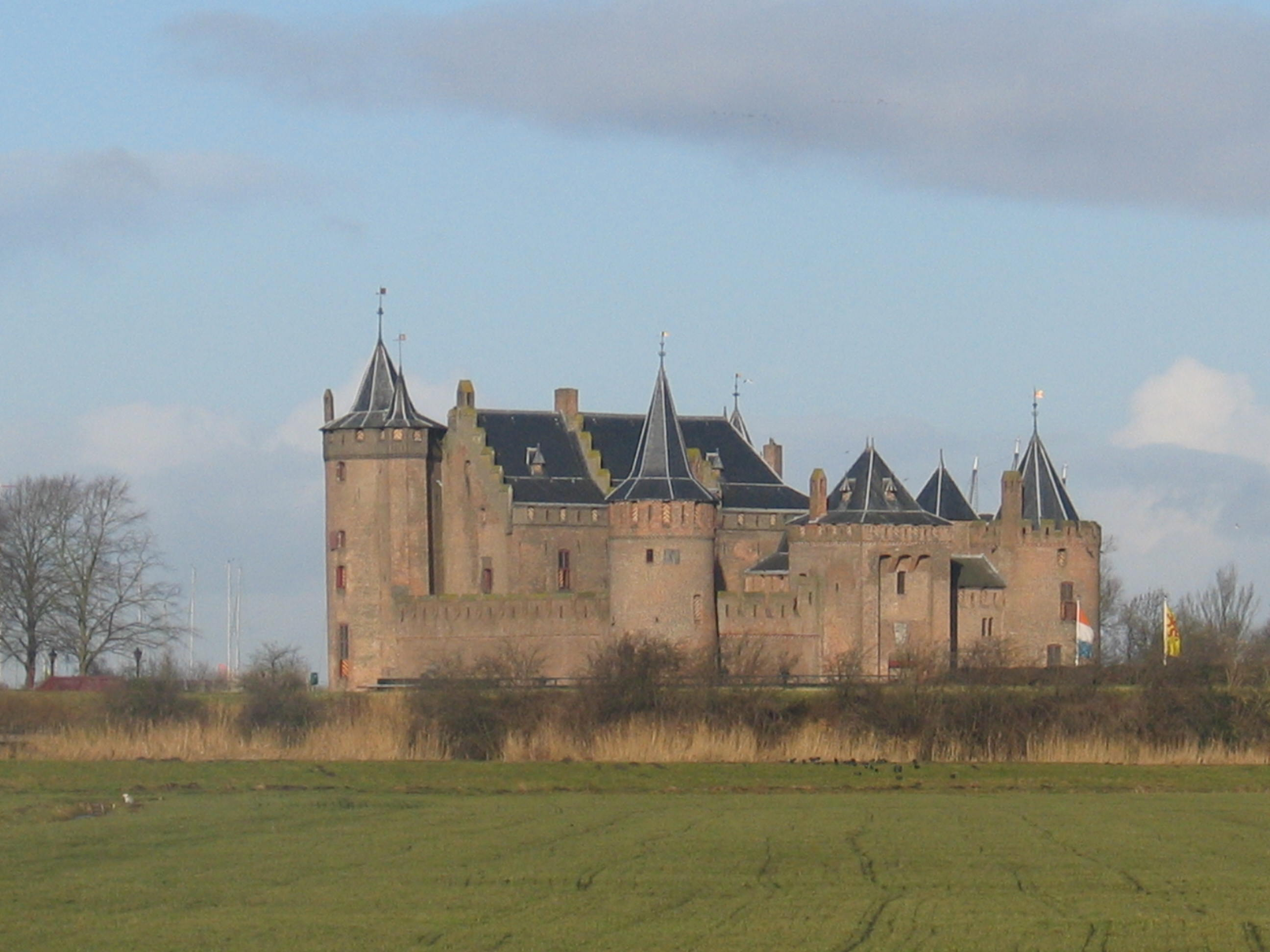
قلعه مویدن
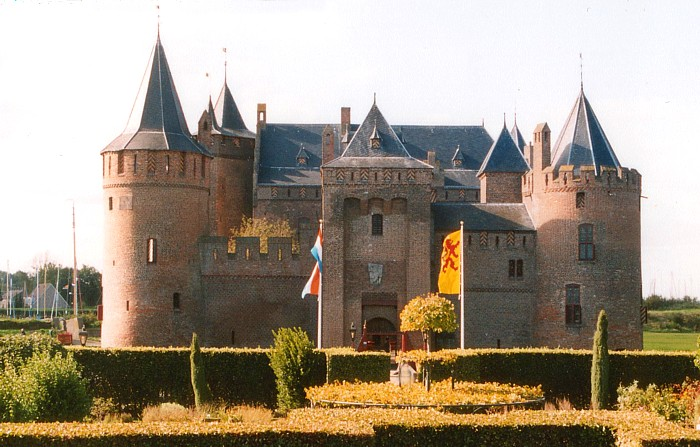
جلوی قلعه
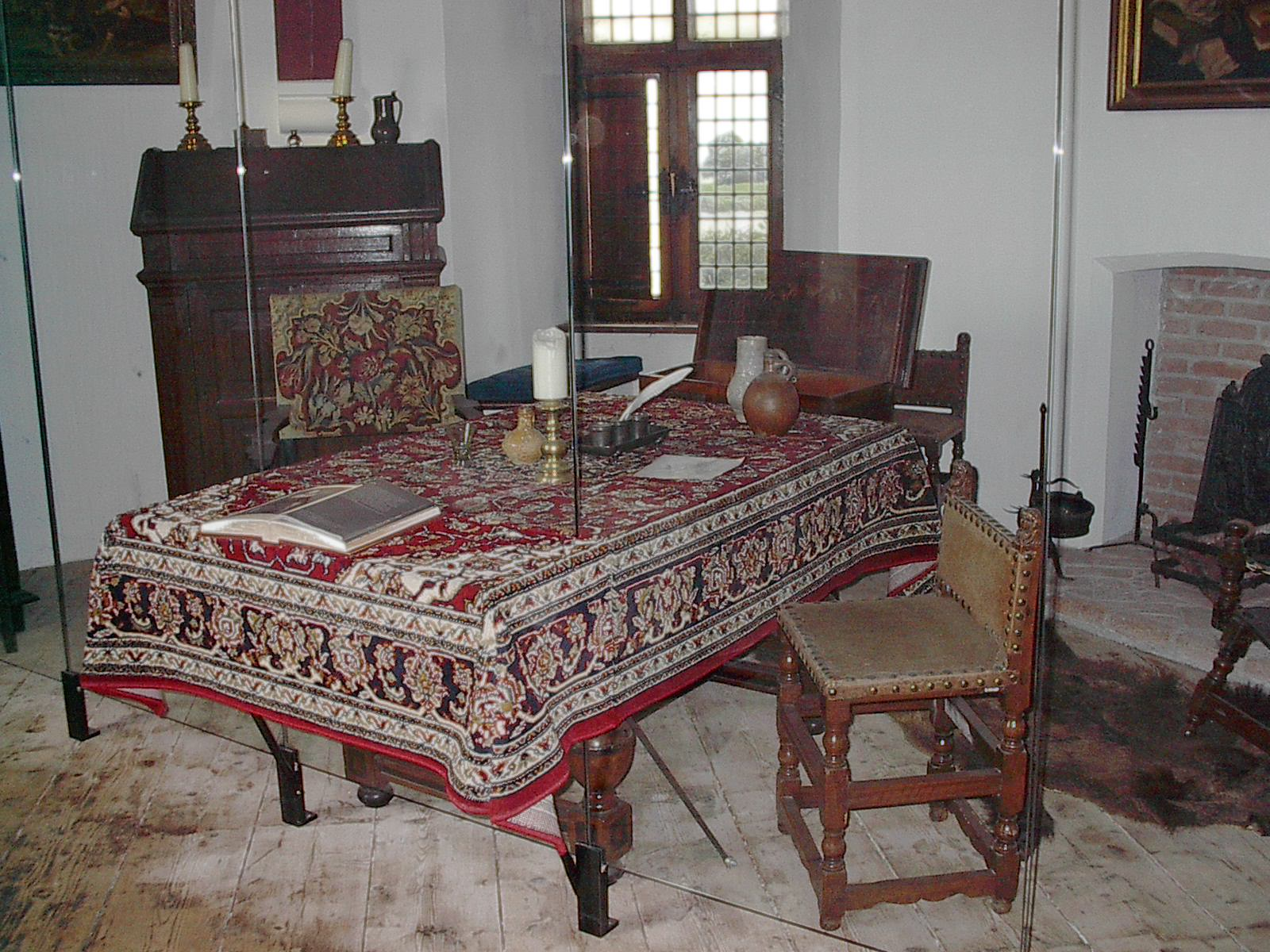
اتاق کار PC Hooft
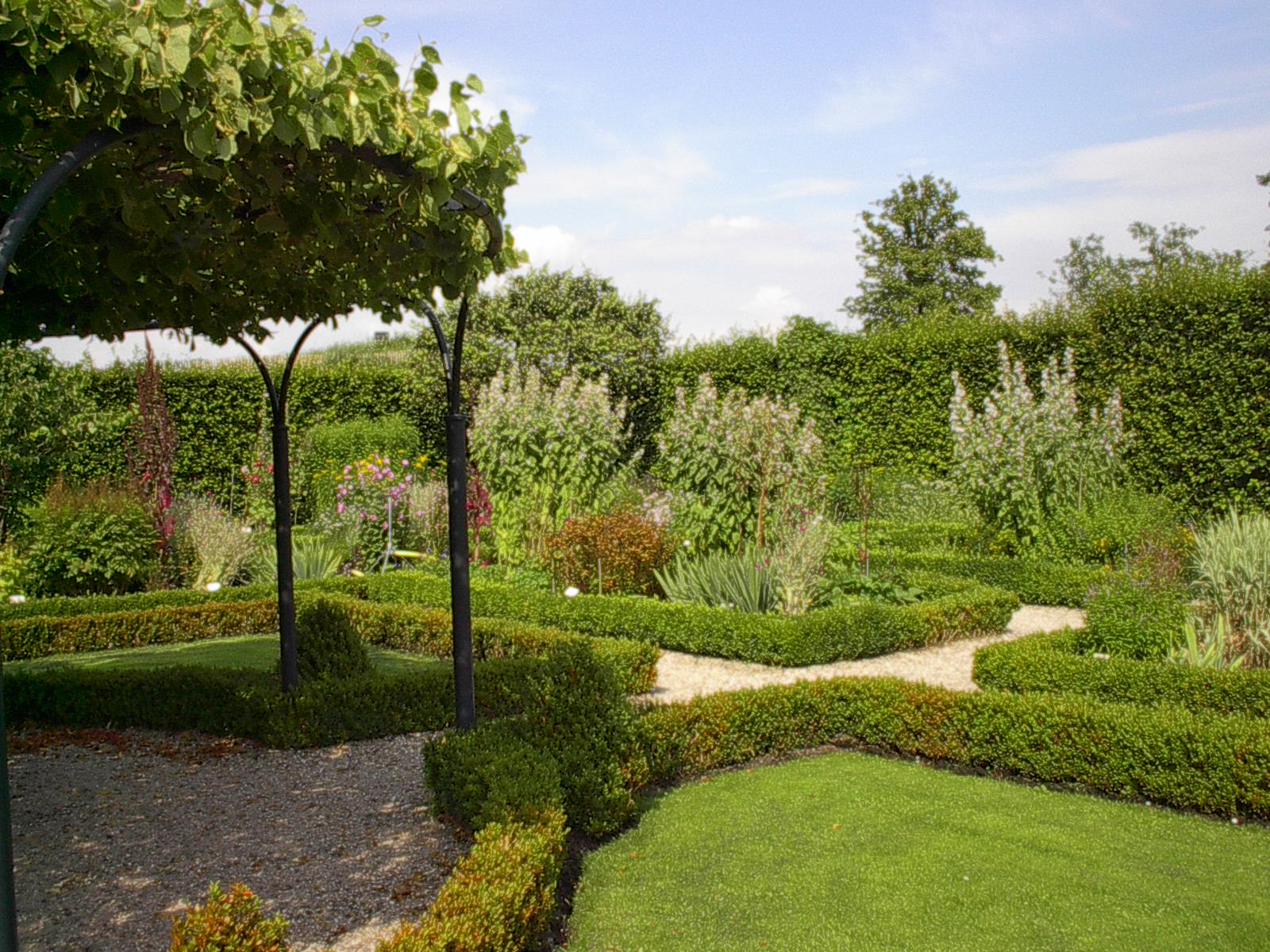
باغ
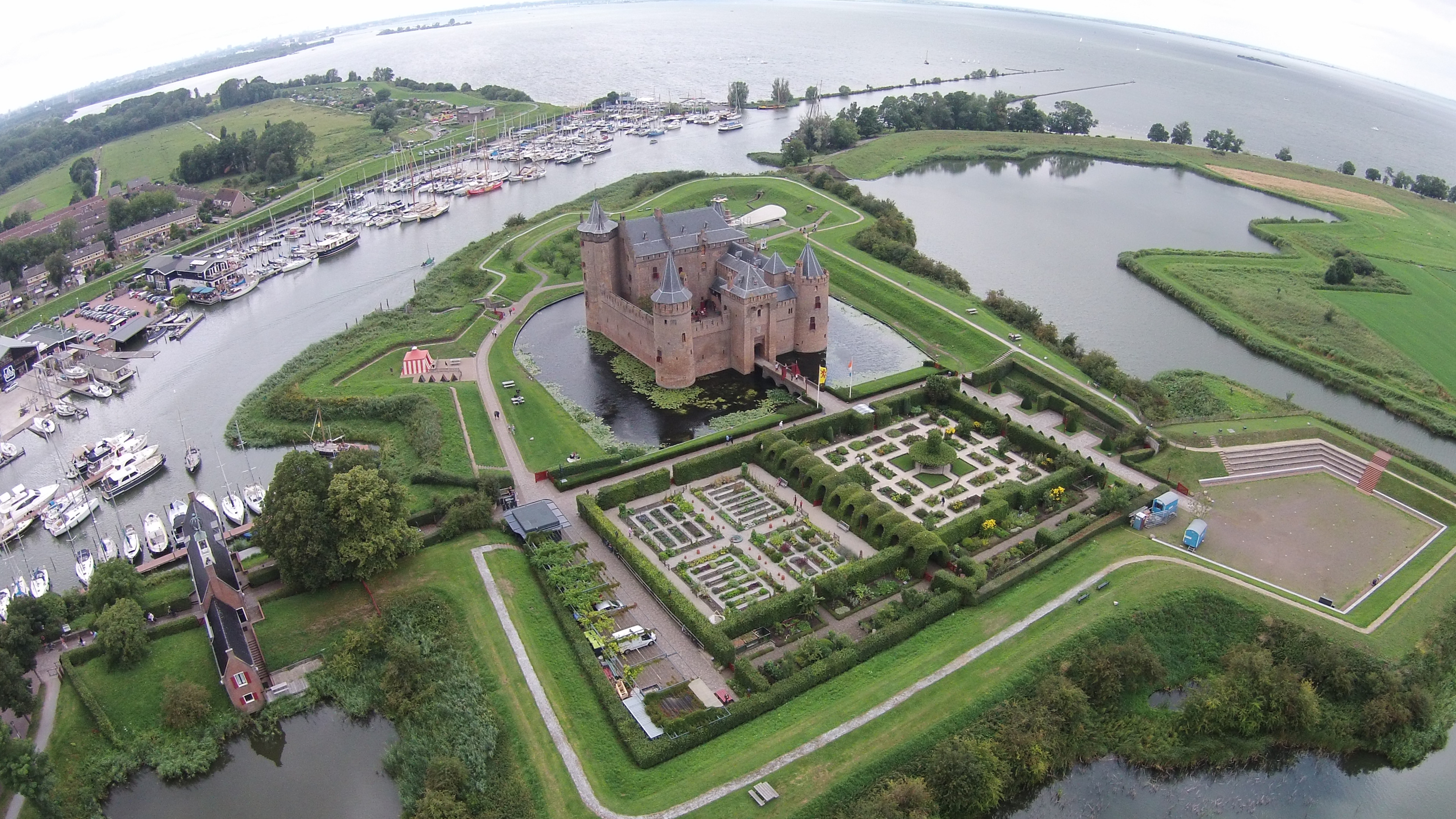
هوایی